# Beha’alotcha
Beha'alotcha (Biblisches Hebräisch בְּהַעֲלֹתְךָ ‚Wenn du aufsetzt‘ [die Lampen]) bezeichnet einen Leseabschnitt (Parascha oder Sidra genannt) der Tora und umfasst den Text Numeri/Bemidbar 8–12 (8 ; 9 ; 10 ; 11 ; 12 ).
Es handelt sich um die Sidra des 2. oder 3. Schabbats im Monat Siwan.

## Wesentlicher Inhalt
- Anweisung an Aaron, wie der Leuchter im Heiligtum zu bedienen ist.
- Weihe und Dienst der Leviten: Sie sollen vom 25. bis 50. Altersjahr Dienst tun, danach ggf. nur noch ihren Brüdern bei leichteren Diensten zur Hand gehen.
- Darbringung des Pessach-Opfers / Pessach scheni
- Auf- und Niedersteigen der Wolke über dem Heiligtum als Zeichen von Aufbruch oder Lagerung
- Die Trompetensignale
- Moses Gebete bei Aufbruch und Niedersetzung der Bundeslade
- Murren des Volkes, Bestrafung durch Feuer, Verlangen nach Fleisch, Sehnsucht nach den Genüssen in Ägypten
- Moses wünscht sich den Tod, bestimmt auf Gottes Befehl 70 Älteste zu seiner Unterstützung
- Wachtelschwärme liefern Fleisch in Mengen, darauf großes Sterben
- Aaron und Mirjam tadeln Moses wegen seiner kuschitischen Frau
- Mirjam wird mit Aussatz bestraft, später wieder geheilt, muss aber 7 Tage außerhalb des Lagers verweilen.

## Haftara
Die zugehörige Haftara ist Secharja 2,14–4,7 (2,14–17 ; 3 ; 4,1–7 ).

## Redewendung
Da selbst Raschi zu einigen besonders dunklen Stellen dieser Sidra keine vernünftige Erklärung zu liefern vermochte, heißt es im jüdischen Volksmund von jemandem, der zur Erklärung von Sachverhalten oder zur Rechtfertigung gekünstelte Begründungen heranzieht: „Er dreht sich wie Raschi in Beha'alotcha.“